# 4-Hexilresorcinol
4-Hexilresorcinol ou 4-hexilbenzen-1,3-diol é um  composto orgânico  com propriedades anestésicas, antissépticas e anti-heelmínticas.